# Емих Лудвиг (Лайнинген-Дагсбург-Фалкенбург)
Емих Лудвиг фон Лейнинген-Дагсбург-Фалкенбург (на немски: Emich Ludwig von Leiningen-Dagsburg-Falkenburg; * 22 декември 1709; † 23 септември 1766) е граф на Лайнинген-Дагсбург-Фалкенбург.
Той е син на граф Емих Леополд фон Лайнинген-Дагсбург-Фалкенбург (1685 – 1719) и съпругата му първата му братовчедка графиня Шарлота Амалия фон Лейнинген-Дагсбург-Фалкенбург (1682 – 1729), дъщеря на граф Емих Христиан фон Лейнинген-Дагсбург-Фалкенбург (1642 – 1702) и Кристина Луиза фон Даун-Фалкенщайн-Лимбург (1640 – 1702).

## Фамилия
Емих Лудвиг се жени на 27 март 1752 г. за Поликсена Вилхелмина Фридерика Елеонора фон Лайнинген-Дагсбург-Фалкенбург (* 8 октомври 1730; † 21 март 1800), дъщеря на Кристиан Карл Райнхард фон Лейнинген-Дагсбург-Фалкенбург (1695 – 1766) и съпругата му графиня Катарина Поликсена фон Золмс-Рьоделхайм (1702 – 1765), дъщеря на граф Георг Лудвиг фон Золмс-Рьоделхайм. Те имат две деца:
- Анна Поликсена Мария Фридерика фон Лейнинген-Дагсбург-Фалкенбург (1753 – 1818)
- Карл Теодор Кристиан Емих фон Лейнинген-Дагсбург-Фалкенбург (9 декември 1756 – 1 юни 1761)